# Matthias Weichelt
Matthias Weichelt (* 15. Juni 1971 in Lichtenstein/Sa., DDR) ist ein deutscher Literaturwissenschaftler und Autor. Er ist seit 2013 Chefredakteur der von der Berliner Akademie der Künste herausgegebenen Literaturzeitschrift Sinn und Form.

## Leben
Matthias Weichelt wuchs in der DDR, in Hohenstein-Ernstthal, auf; 1986 übersiedelte die vierköpfige Familie, nachdem die Eltern einen Ausreiseantrag gestellt hatten, in die Bundesrepublik. Weichelt besuchte das Gymnasium in Coburg, wo er 1990 das Abitur machte. Er studierte Literaturwissenschaft, Allgemeine Rhetorik und Geschichte in Tübingen, Heidelberg und Paris und promovierte an der Universität Tübingen mit einer Studie über Max Kommerell. Seit 2006 ist er Mitglied der Redaktion der zweimonatlich erscheinenden Literaturzeitschrift Sinn und Form, seit 2009 deren stellvertretender Chefredakteur, seit 2013 Chefredakteur als Nachfolger von Sebastian Kleinschmidt. Seine Arbeitsschwerpunkte und Interessen liegen in der deutschen Literatur des 20. Jahrhunderts, in der Literatur der DDR und der literarischen Biographik. Weichelt ist Herausgeber der kommentierten Werkausgabe von Nelly Sachs in vier Bänden (2010) und Autor biographischer Porträts von Peter Huchel und Felix Hartlaub. Weichelt lebt in Berlin.

## Werke

### Schriften
- Gewaltsame Horizontbildungen. Max Kommerells lyriktheoretischer Ansatz und die Krisen der Moderne, Winter, Heidelberg 2006
- Peter Huchel. Leben in Bildern, Deutscher Kunstverlag, Berlin 2018
- Der verschwundene Zeuge. Das kurze Leben des Felix Hartlaub, Suhrkamp, Berlin 2020

### Herausgaben
- Nelly Sachs. Kommentierte Ausgabe in vier Bänden, herausgegeben von Matthias Weichelt, Suhrkamp, Berlin 2010
- Dieter Janz, Nebensachen. Ansichten eines Arztes. Gespräche mit Sebastian Kleinschmidt und Matthias Weichelt, Matthes & Seitz, Berlin 2017